# 陳幸蕙
陳幸蕙（1953年8月15日—），臺中市清水區人，台灣作家，以研究余光中聞名。
畢業於高雄女中、國立台灣大學中國文學系和研究所。曾任教於台北師專（現為國立台北教育大學）、北一女中、國防管理學院、清華大學中文系等，並曾擔任台北商業技術學院駐校作家。她的人生觀是“忠於自我，熱愛工作，享受生活，持續成長，歡喜創造，心存感恩，關懷人間，疼惜地球。”

## 獲獎與成就
陳幸蕙曾獲得
中山文藝散文獎（1983年）、
教育部文藝創作獎（1984年）、
中華文藝協會五四文藝獎章（1986年）、
中國時報文學獎（1987年）、
梁實秋文學獎（1988年）、
中央日報文學獎（1989年）、
十大傑出女青年（1990年），
出版著作數十種，其中散文「童年.夏日.棉花糖」、「生命中的碎珠」、「碧沈西瓜」、「結善緣」、「世界是一本大書」、「日出草原在遠方」、「在大地上寫詩」分別收入國小、國中、大學課本。並撰有歌詞「浮生千山路」。

## 代表書籍
- 《群樹之歌》
- 《把愛還諸天地》
- 《交會時互放的光亮》
- 《青少年的四個大夢》
- 《現代女性的四個大夢》
- 《以一整座銀杏林相贈》
- 《悅讀余光中．詩卷》
- 《悅讀余光中．散文卷》
- 《悅讀余光中．遊記文學卷》
- 《玫瑰密碼─陳幸蕙的微散文》
- 《與玉山有約》
- 《海水是甜的》
- 《你為幸福而生!》
- 《愛,就是放下你的手機!》
- 《我的馬拉松故事》
- 《小詩森林》(編撰)
- 《小詩星河》(編撰)
- 《余光中幽默詩選》(編撰)
- 《再見西沙》

## 擔任評審
- 2018年臺中市政府文化局邀請方梓、方耀乾、王金選、平路、石德華、向陽、宇文正、吳晟、李如青、李勤岸、曹俊彥、陳幸蕙、陳憲仁、陳雨航、曾貴海、楊翠、楊錦郁、劉克襄、蔡素芬、蕭蕭、鍾永豐、鍾怡雯等國內作家、詩人組成本屆評審團[1]。